# DE Bootis
DE Bootis, eller HD 131511, är en dubbelstjärna belägen i den mellersta delen av stjärnbilden Björnvaktaren. Den har en genomsnittlig skenbar magnitud av ca 6,0 och är mycket svagt synlig för blotta ögat där ljusföroreningar ej förekommer. Baserat på parallaxmätning inom Hipparcosuppdraget på ca 86,88 mas beräknas den befinna sig på ett avstånd av ca 37,5 ljusår (ca 11,5 parsec) från solen. Den rör sig närmare solen med en heliocentrisk radialhastighet av ca -30 km/s och förväntas komma så nära som 26,9 ljusår om 210 000 år. Stjärnan klassificeras som en RS Canum Venaticorum-variabel vars skenbara magnitud varierar från 5,97 ner till 6,04.

## Observation
Omloppselementen för denna ensidga spektroskopiska dubbelstjärna beräknades första gången 1981 med hjälp av radialhastighetsmätningar vid David Dunlap Observatory i kombination med äldre mätningar vid Mount Wilson Observatory och Dominion Astrophysical Observatory. De två stjärnorna kretsar kring varandra med en omloppsperiod på 125 dygn och en stor excentricitet på 0,51.
Marcel Golay listade stjärnan som en misstänkt variabel stjärna år 1973. Gregory W. Henry et al. bekräftade 1995 att det är en variabel stjärna. Den fick sin beteckning som variabel stjärna, DE Bootis, år 1997.

## Egenskaper

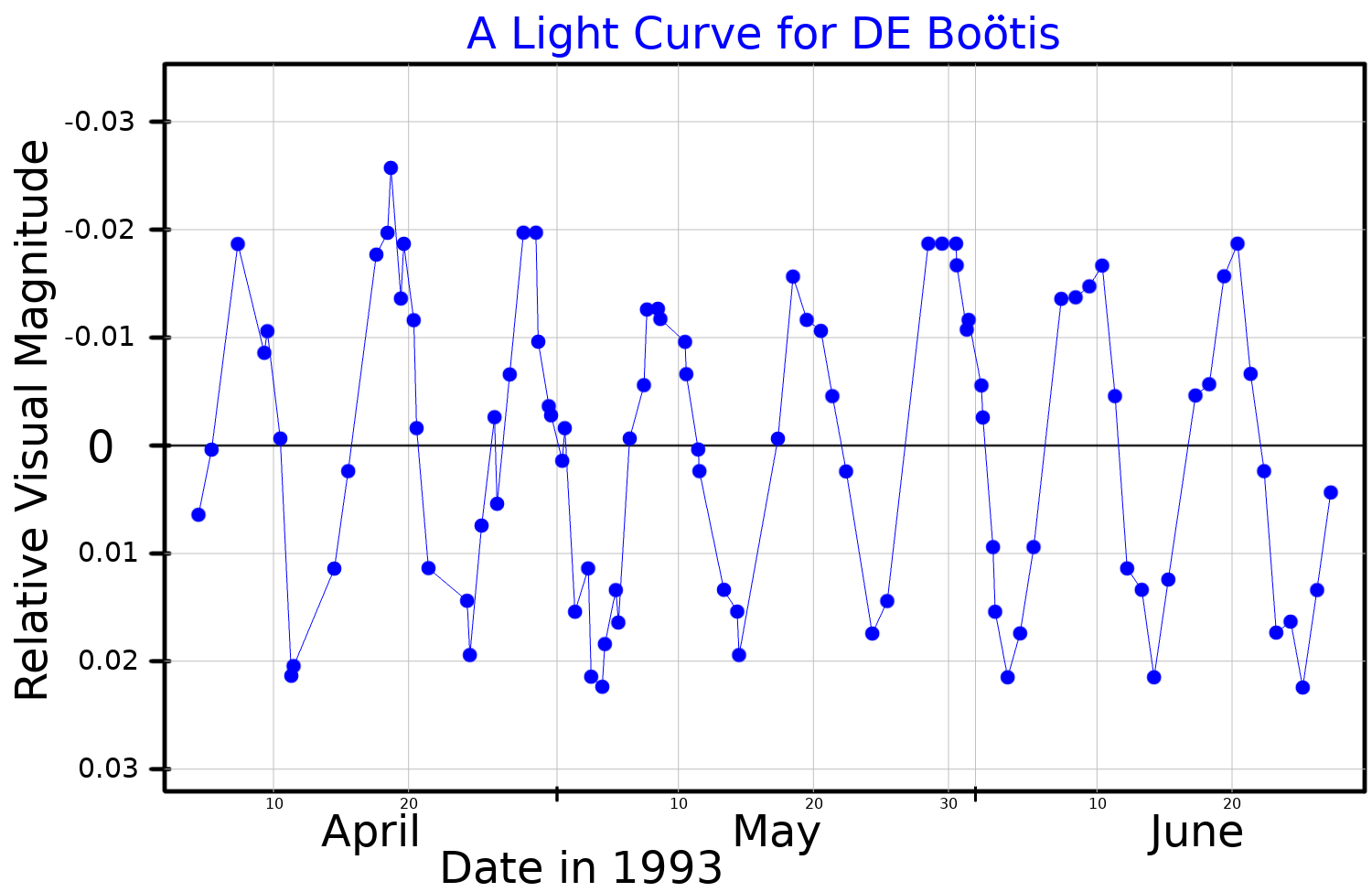
Ljuskurva i visuella bandet för DE Bootis, anpassad från data av Henry et al. (1995).

Primärstjärnan DE Bootis A är en orange till gul stjärna i huvudserien av spektralklass K0 V. Den har en massa av ca 0,84 solmassa, en radie av ca 0,87 solradie och utsänder energi från dess fotosfär motsvarande ca 0,5 gånger solen vid en effektiv temperatur av ca 5 300 K.
Följeslagaren DE Bootis B är en röd till orange stjärna i huvudserien av spektralklass F2 IV-V. Den har en massa som av cirka 0,45 solmassa, en radie av ca 0,32 solradie och utsänder energi från dess fotosfär motsvarande ca 0,02 gånger solen vid en effektiv temperatur av ca 3 600 K.
Ett överskott av infraröd strålning har observerats kring dubbelstjärnan, vilket troligen anger närvaro av en omgivande skiva med en radie av 34,2 AE. Temperaturen på detta stoft är 40 K. Stoftets uppskattade massa är 0,0002 gånger jordens massa. Det är inriktat inom 10° från det binära systemets plan.